# Lillehammer-sagen
Lillehammer-sagen henviser til drabet på den marokkanske mand Admed Bouchikhi som blev skudt den 21. juli 1973 i Lillehammer i Norge. Drabet blev udført af agenter fra Mossad, som troede han var en af lederne af Sorte September og involveret i München-massakren året før.
Der deltog muligvis 15 Mossad-agenter i aktionen, som blev ledet af Mike Harari som nåede at flygte bag efter, seks blev pågrebet af de norske myndigheder, fem blev dømt 1. februar 1974 og en frikendt, af de fem dømte, blev fire dømt for delagtighed i drabet. Dommene blev anket, men højesteret forkastede anken.
Israel har aldrig erkendt sin rolle i drabet.
| Politi | Spire Denne politirelaterede artikel er en spire som bør udbygges. Du er velkommen til at hjælpe Wikipedia ved at udvide den. |